# Trưng bày giới thiệu sản phẩm
Trong tiếp thị, một cuộc trưng bày giới thiệu sản phẩm (hoặc "demo") là một chương trình khuyến mãi, nơi một sản phẩm được chứng minh cho các khách hàng tiềm năng. Mục đích của trưng bày giới thiệu như vậy là giới thiệu khách hàng với sản phẩm với hy vọng họ sẽ mua sản phẩm đó.
Các sản phẩm được cung cấp làm mẫu trong các trưng bày giới thiệu này có thể bao gồm các sản phẩm mới, phiên bản mới của các sản phẩm hoặc sản phẩm hiện có đã được giới thiệu gần đây cho một thị trường thương mại mới.

## Trong cửa hàng
Các trưng bày giới thiệu sản phẩm tại cửa hàng thường được thực hiện tại các địa điểm bán lẻ lớn, chẳng hạn như siêu thị, cửa hàng bách hóa hoặc cửa hàng giảm giá hoặc tại các trung tâm mua sắm. Các sản phẩm được quảng cáo tại các cửa hàng trưng bày có thể là thực phẩm và đồ uống, thiết bị chế biến thực phẩm, sản phẩm vệ sinh, vật dụng chăm sóc cá nhân hoặc đôi khi các loại hàng hóa khác. Các mẫu được phân phối có thể nằm trong các gói làm sẵn được lắp ráp sẵn để trình diễn, hoặc được chuẩn bị tại chỗ bởi người trưng bày giới thiệu. Một số cuộc trưng bày giới thiệu sản phẩm liên quan đến việc phân phối thực phẩm chế biến, đòi hỏi người trưng bày giới thiệu sản phẩm phải mang theo các thiết bị như lò vi sóng hoặc bếp điện đến vị trí đó.
Thông thường, mã giảm giá cho sản phẩm được phân phối như là một phần của cuộc trưng bày giới thiệu sản phẩm. Một số cuộc trưng bày giới thiệu sản phẩm chỉ bao gồm phân phối phiếu giảm giá.
Người trưng bày giới thiệu sản phẩm có thể là nhân viên của cửa hàng nơi cuộc trưng bày giới thiệu sản phẩm đang được thực hiện, nhân viên hoặc nhà sản xuất sản phẩm hoặc nhà thầu độc lập làm việc cho đại lý tạm thời. Hầu hết không được đào tạo để tìm kiếm khách hàng có khả năng mua sản phẩm.

### Ưu điểm
Các cuộc trưng bày giới thiệu sản phẩm tại cửa hàng cho phép khách hàng tiềm năng chạm vào hoặc nếm thử một sản phẩm trước khi họ mua.

### Lịch sử
Vào giữa những năm 1950, Ron Popeil nói rằng "Tôi đang làm việc tại cửa hàng của Woolworth ở Chicago bán Chop-O-Matic, đứng tám hay 10 tiếng một ngày. Tôi sẽ làm sáu cuộc trưng bày giới thiệu sản phẩm một giờ. Tôi sẽ không muốn nói chuyện với bất cứ ai khi ngày kết thúc."  Khái niệm về cuộc biểu tình tại cửa hàng bắt đầu bùng nổ vào những năm 1980.

## Nhà
Nhân viên bán hàng đến tận nhà, và hẹn trước để giới thiệu sản phẩm các sản phẩm như Tupperware, bách khoa toàn thư, máy hút bụi và thảm tẩy vết bẩn.

## Triển lãm thương mại
Nguyên mẫu thường được thể hiện trong các triển lãm thương mại và được gọi là "trình diễn công nghệ".

## Hội chợ
Các cuộc trưng bày giới thiệu sản phẩm là một yếu tố quan trọng trong các hội chợ của nhà nước trong nhiều năm.

## Vô tuyến
Bản trình diễn sản phẩm đầu tiên ở định dạng mà sau này được gọi là thông tin quảng cáo là do trình diễn máy xay sinh tố Vitamix năm 1949.

## Lề đường
Nhiều quốc gia trên thế giới không đặt ra những hạn chế pháp lý đối với việc tiếp thị và trình diễn sản phẩm ngoài trời. Nhân viên bán hàng thiết lập các địa điểm tạm thời để giới thiệu sản phẩm của họ để thu hút doanh số bán hàng.

### Trung Quốc
Một loạt các sản phẩm được giới thiệu bên lề đường khắp Trung Quốc. Các sản phẩm này bao gồm chảo rán, bếp cảm ứng, găng tay cao su, máy bóc vỏ rau và máy thái, máy tẩy vết bẩn và dao.

### Hoa Kỳ

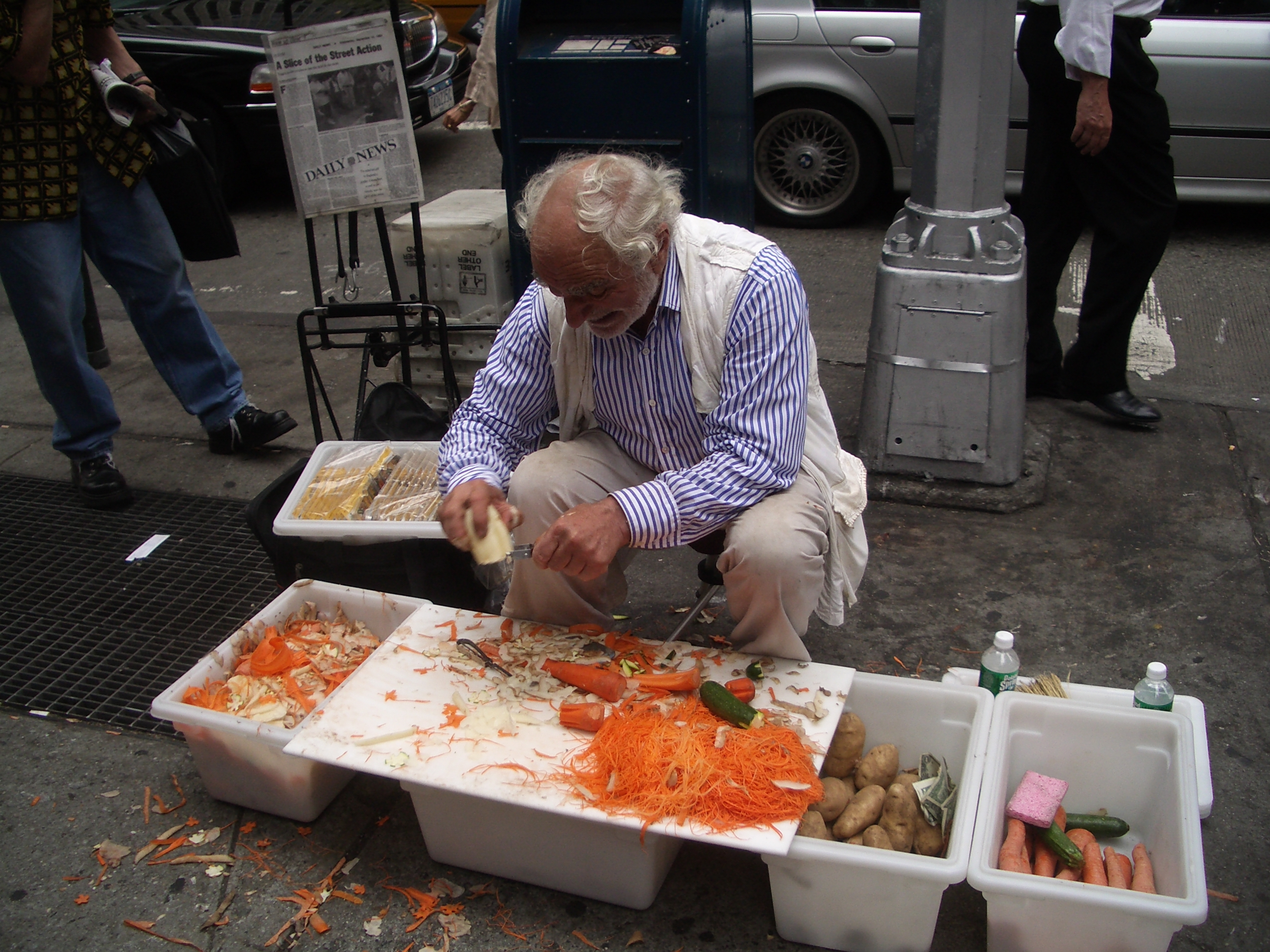
Joe Ades tại Union Square, thành phố New York, ngày 8 tháng 8 năm 2005

## Video
Bao gồm cả việc mua hàng, một video trên đĩa DVD có thể được cung cấp cho thấy việc sử dụng sản phẩm.
Các cuộc trưng bày giới thiệu sản phẩm video cũng có thể được tìm thấy trên Internet tại trang chủ của các công ty hoặc trên các trang web lưu trữ web như YouTube. Một ví dụ đáng chú ý là video truyền hình Will It Blend? trình diễn máy xay Blendtec.

### Thiết bị âm nhạc
Video trình diễn sản phẩm ngày càng trở nên quan trọng đối với việc bán thiết bị âm nhạc. Với việc tăng mua sắm trực tuyến, sẽ có ít cơ hội hơn để thử sản phẩm trước khi mua. Điều này có một vấn đề đặc biệt đối với các thiết bị âm nhạc, không giống như công nghệ khác, chất lượng âm thanh được tạo ra có thể trở thành sở thích cá nhân hơn và có thể không liên quan chặt chẽ đến các thông số kỹ thuật của một sản phẩm cụ thể.
YouTube là một trong những máy chủ chính của video thiết bị âm nhạc và các kênh có thể được điều hành bởi các nhà bán lẻ, nhà xuất bản, nhạc sĩ hoặc thậm chí là các nhà sản xuất. Với việc giảm doanh thu âm nhạc, video trình diễn đã trở thành nguồn doanh thu bổ sung cho các nhạc sĩ toàn thời gian, với các nghệ sĩ như Rob Chapman (nhạc sĩ, 1975) có trên 400.000 người đăng ký.